# كران (أين)
كران (بالفرنسية: Crans)‏ هي بلدية فرنسية تقع في إقليم الأين في فرنسا. رمز إنسي لها هو:1129. أما الرمز البريدي لها فهو: 1320.